# Gallen-Kallela museet
Gallen-Kallela Museet (finska: Tarvaspää) är ett privat konstnärsmuseum vid Åboleden i Esbo stad i Finland. 
Byggnaden Tarvaspää var konstnären Akseli Gallen-Kallelas bostad och ateljé. Det uppfördes 1911–13 efter hans egna ritningar och har varit museum sedan 1961.
Museet, som ägs och drivs av Gallen-Kallelastiftelsen, hade år 2013 nästan 16 500 besökare.

## Bildgalleri

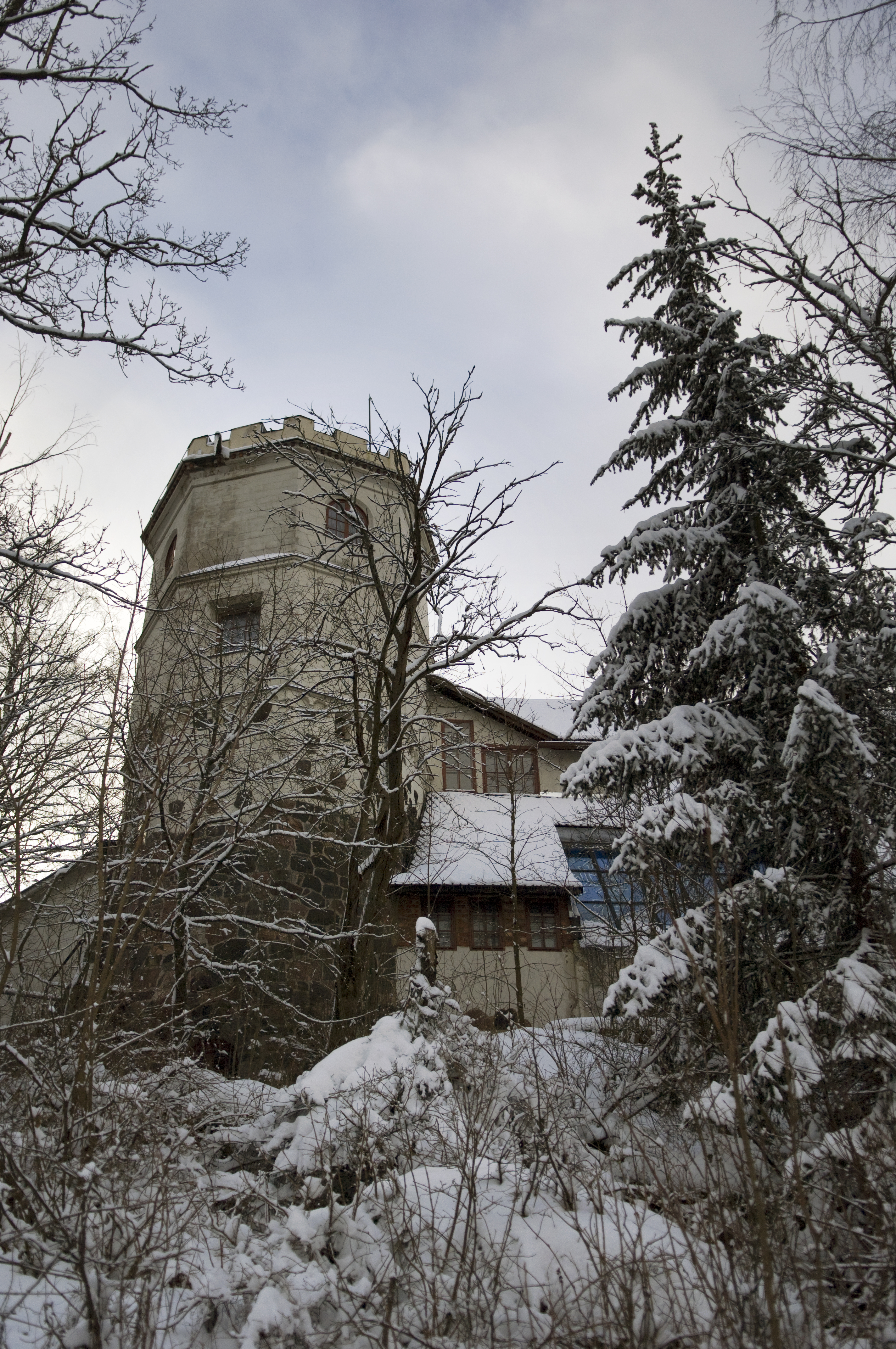
Tornet
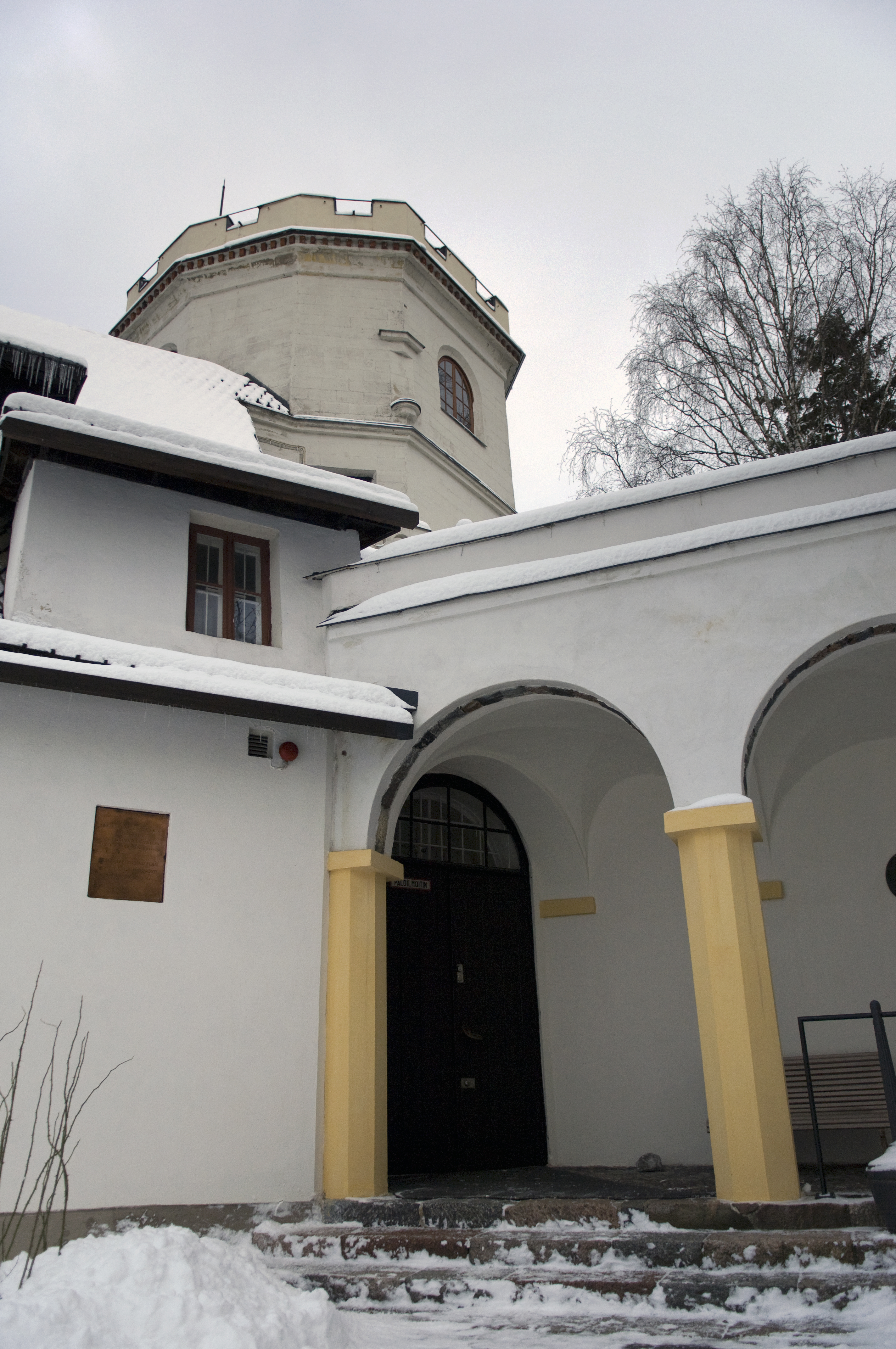
Entrén
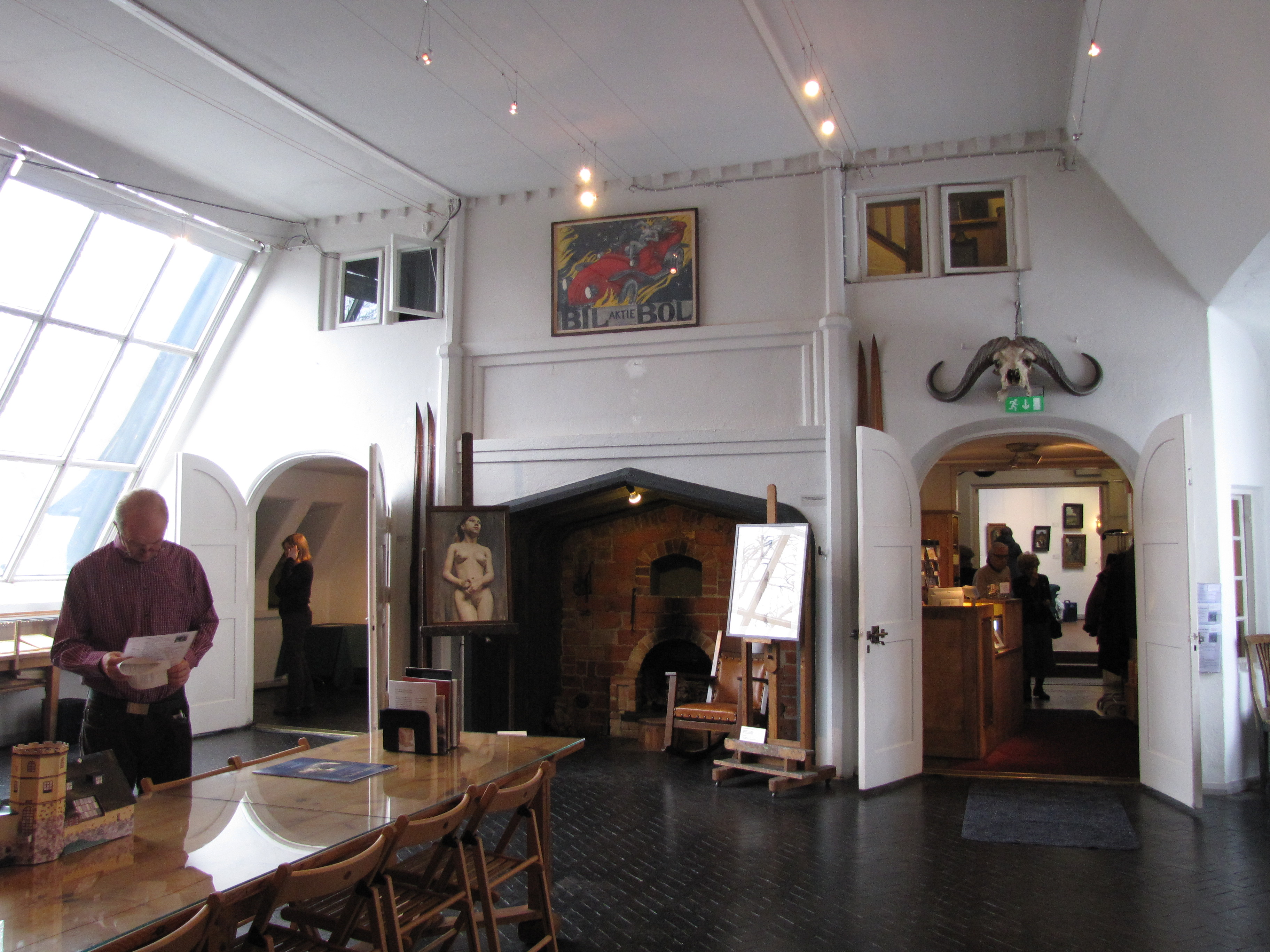
Ateljén
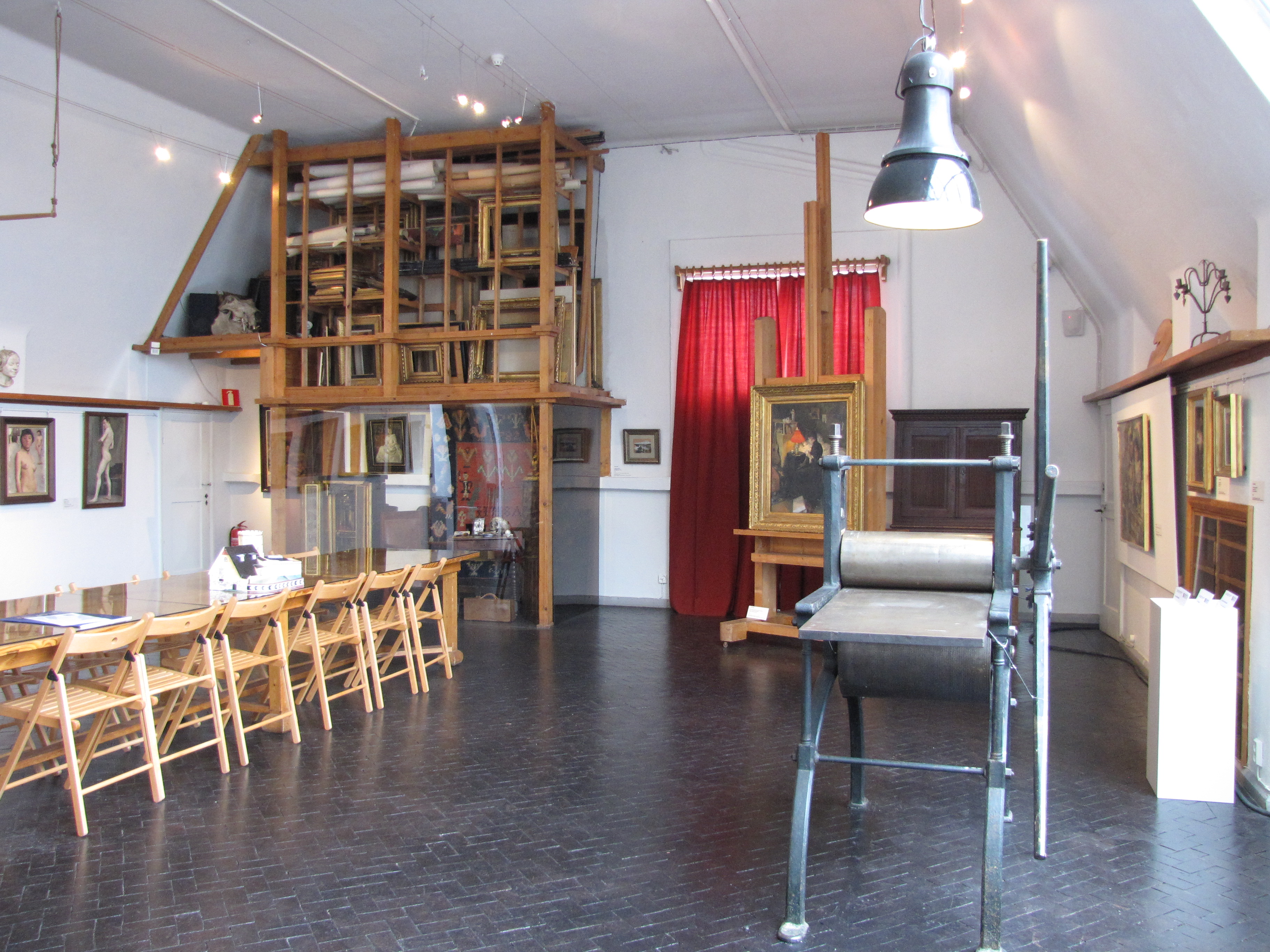
Galleriet
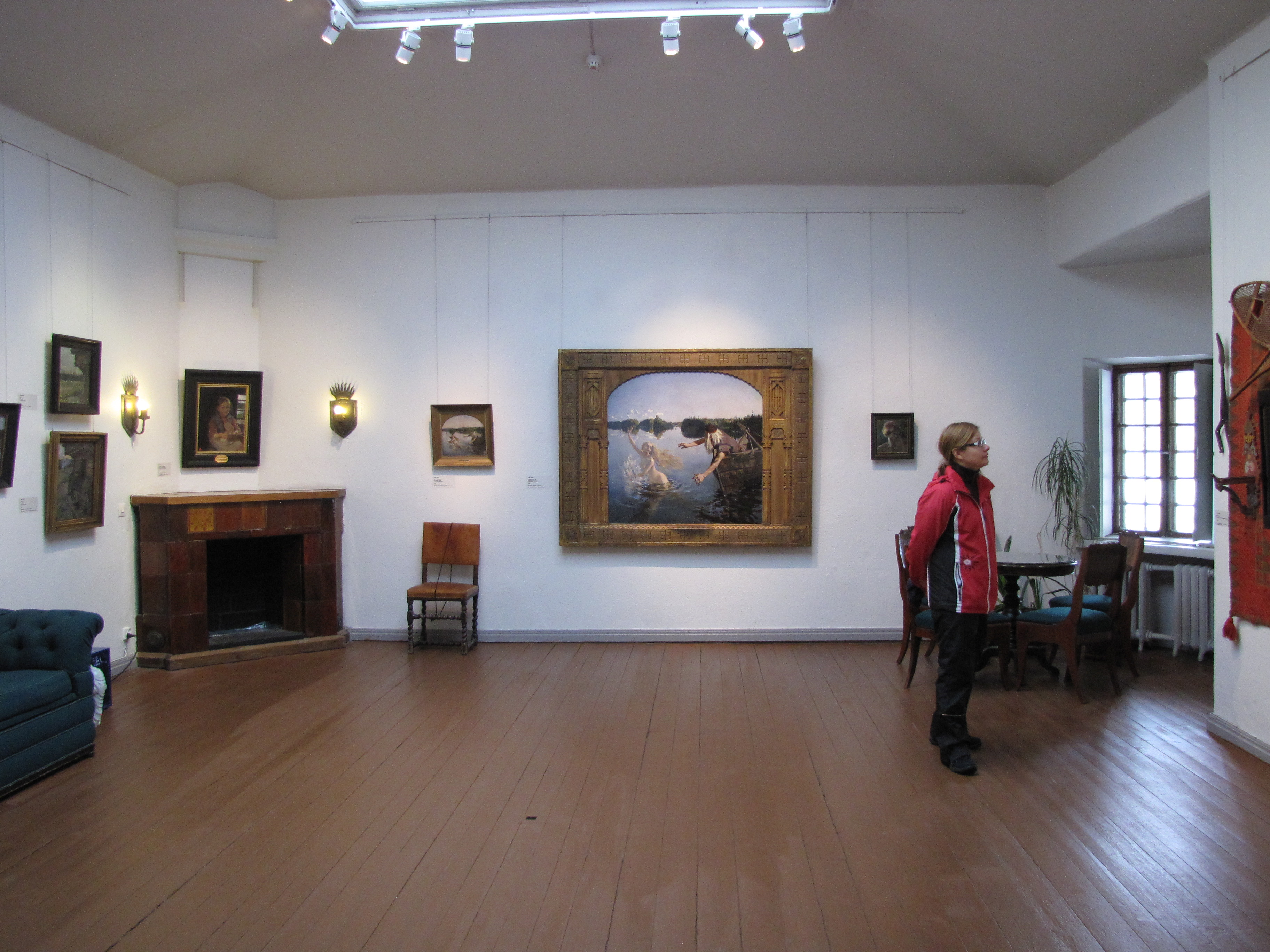
Galleriet
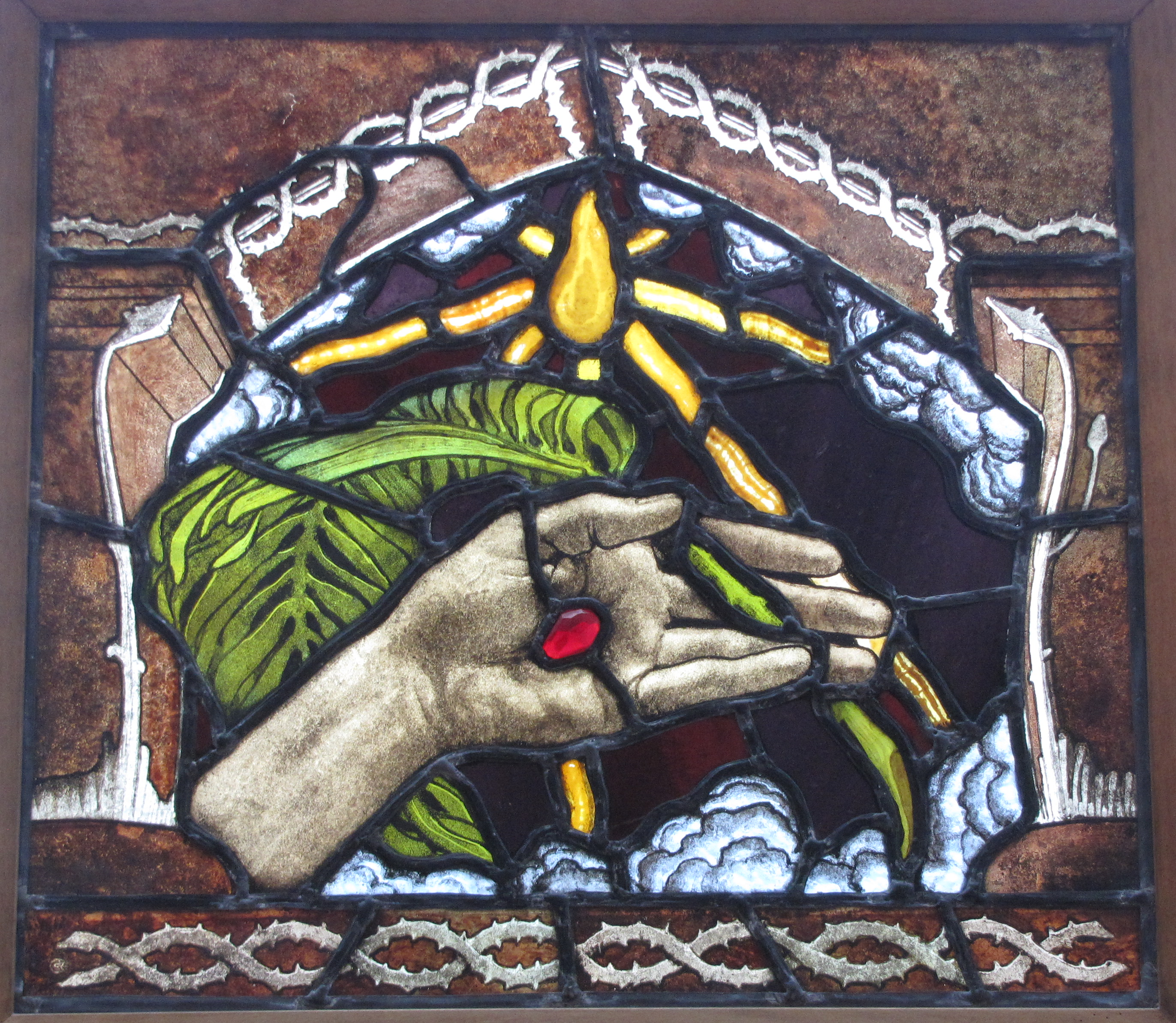
Kristus hand